# Haley Smith
Haley Smith (, 22 november 1993) is een mountainbikester en wielrenster uit Canada.
In 2017 schreef zij de Crocodile Trophy op haar naam.
In 2018 won ze het onderdeel cross-country op de Gemenebestspelen.